# Амиров, Хусаинбек Ахметович
Хусаинбек Ахметович Амиров (каз. Хусайынбек Ахметұлы Әміров; 18 мая 1903, Верный, Семиреченская область, Российская империя — 25 января 1989) — советский государственный и партийный деятель, писатель.

## Биография
Родился 18 января 1903 в Верном.

### Образование
В 1918 — слушатель Школы советского и партийного строительства Политического управления Туркестанского фронта.
В 1918 — слушатель лекторских курсов Политического управления Туркестанского фронта

### Трудовая деятельность
С 15 лет — грузчик, обработчик шкур, работник плантации табака, распространитель газеты большевиков «Заря Свободы».
Комиссар 4-й кавалерийского Туркменского полка, 16-й кавалерийского полка, комиссар и сотрудник Казахского полка, председатель революционного комитета в городе Фергана во время Гражданской войны и комиссар районного военного гарнизона Узген. Член РКП(б) с 1920.
С 1922 года переходит на комсомольскую и партийную работу: заведующий отделом Жетысуского губернского комитета комсомола, секретарь Центрального Комитета Ленинского комсомола Туркестана, Алма-Аты, Жаркент, Караганды, на руководящих должностях в Костанайской и Кызылординской областях.
Председатель организационного бюро Центрального Комитета Компартии Казахстана.

## Награды
9 июля 1971 присвоено звание Почётный гражданин города Караганды. Награжден орденом Ленина, медалями.

## Произведения
- В бурные годы. Очерки. А., Казгосиздат, 1958;
- Хороша ты, жизнь. Очерки. А., «Қазақстан», 1965;
- Өмір шақырады. Очерктер. А., «Қазақстан», 1967;
- Крылья крепнут в полете. Повесть. А., «Жазушы», 1969;
- Утро Караганды. Очерки. А., «Қазақстан», 1972;
- Қызыл гүл дер. Өлеңдер. А., «Жазушы», 1978;
- Құтты қоныс. Өлеңдер. А., «Жазушы», 1981;
- Көңіл нүры. Өлеңдер. А., «Жазушы», 1983;
- Жақсылық кезек күтпейді. А., «Жалын», 1983.